# Poison (canción de Alice Cooper)
«Poison» es una power ballad  interpretada por el músico de hard rock y heavy metal estadounidense Alice Cooper, publicada como uno de los sencillos del álbum Trash (1989). Fue escrita por Cooper, Desmond Child y John McCurry y producida por Child. El sencillo alcanzó la posición n.º 7 en la lista de éxitos estadounidense Billboard Hot 100 y la posición n.º 2 en la lista UK Singles Chart del Reino Unido, por debajo de la canción "Swing the Mood" de Jive Bunny & The Master Mixers.

## Listas de éxitos
| Lista (1989)   | Posición |
| -------------- | -------- |
| Estados Unidos | 7        |
| Australia      | 3        |
| Austria        | 3        |
| Canadá         | 39       |
| Holanda        | 10       |
| Alemania       | 25       |
| Irlanda        | 2        |
| Noruega        | 3        |
| Reino Unido    | 2        |

## Créditos
- Alice Cooper – voz
- John McCurry – guitarra
- Hugh McDonald – bajo
- Bobby Chouinard – batería
- Alan St. John – teclados

## Listas
| Año  | Lista       | Posición |
| ---- | ----------- | -------- |
| 1991 | EE. UU.     | 31       |
| 1991 | Reino Unido | 38       |